# Adina cordifolia
Adina cordifolia (synonym Haldina cordifolia) ist ein Baum in der Familie der Rötegewächse aus Indien, Sri Lanka, China bis nach Südostasien.

## Beschreibung
Adina cordifolia wächst als laubabwerfender Baum bis über 35 Meter hoch. Der Stammdurchmesser erreicht 150 Zentimeter. Oft sind Wurzelanläufe oder kleiner Brettwurzeln ausgebildet, manchmal ist der Stamm geriffelt. Die relativ glatte bis raue, gräuliche Borke ist schuppig bis abblätternd.
Die gegenständigen, leicht herzförmigen Laubblätter sind gestielt und eiförmig bis rundlich oder manchmal verkehrt-eiförmig. Der Blattstiel ist fein behaart. Die dünnledrigen Blätter sind bis 25 Zentimeter groß, spitz bis zugespitzt und ganzrandig sowie unterseits behaart bis fast kahl, oberseits sind sie nur schwach behaart bis fast kahl. Es sind kleine, interpetiolare und abfallende Nebenblätter vorhanden.
Die kugeligen, köpfchenförmigen und vielblütigen Blütenstände erscheinen achselständig bis zu dritt. Am „Gelenk“ des Blütenstandsstiels sitzen zwei kleine Tragblätter. Die kleinen, zwittrigen, sitzenden und fünfzähligen Blüten sind bräunlich-gelb mit doppelter Blütenhülle. Der Blütenbecher ist behaart und von kleinen Deckblättern unterlegt. Der becherförmige Kelch ist klein mit schmalen, keulenförmigen Zipfeln. Die außen behaarte Krone ist schmal röhrig mit kurzen, halbaufrechten Lappen. Die fast sitzenden Staubblätter sitzen am Schlund. Der zweikammerige Fruchtknoten ist unterständig mit langem, keulenförmigem Griffel und kopfiger Narbe.
Es werden kleine und vielsamige, zweiklappige, keilförmige, rippige, feinhaarige und von unten öffnende Kapselfrüchte mit beständigen Kelchresten gebildet, die zu vielen in einem Fruchtverband zusammenstehen. Die sehr kleinen Samen sind beidseits geflügelt, der obere Flügel ist gespalten.

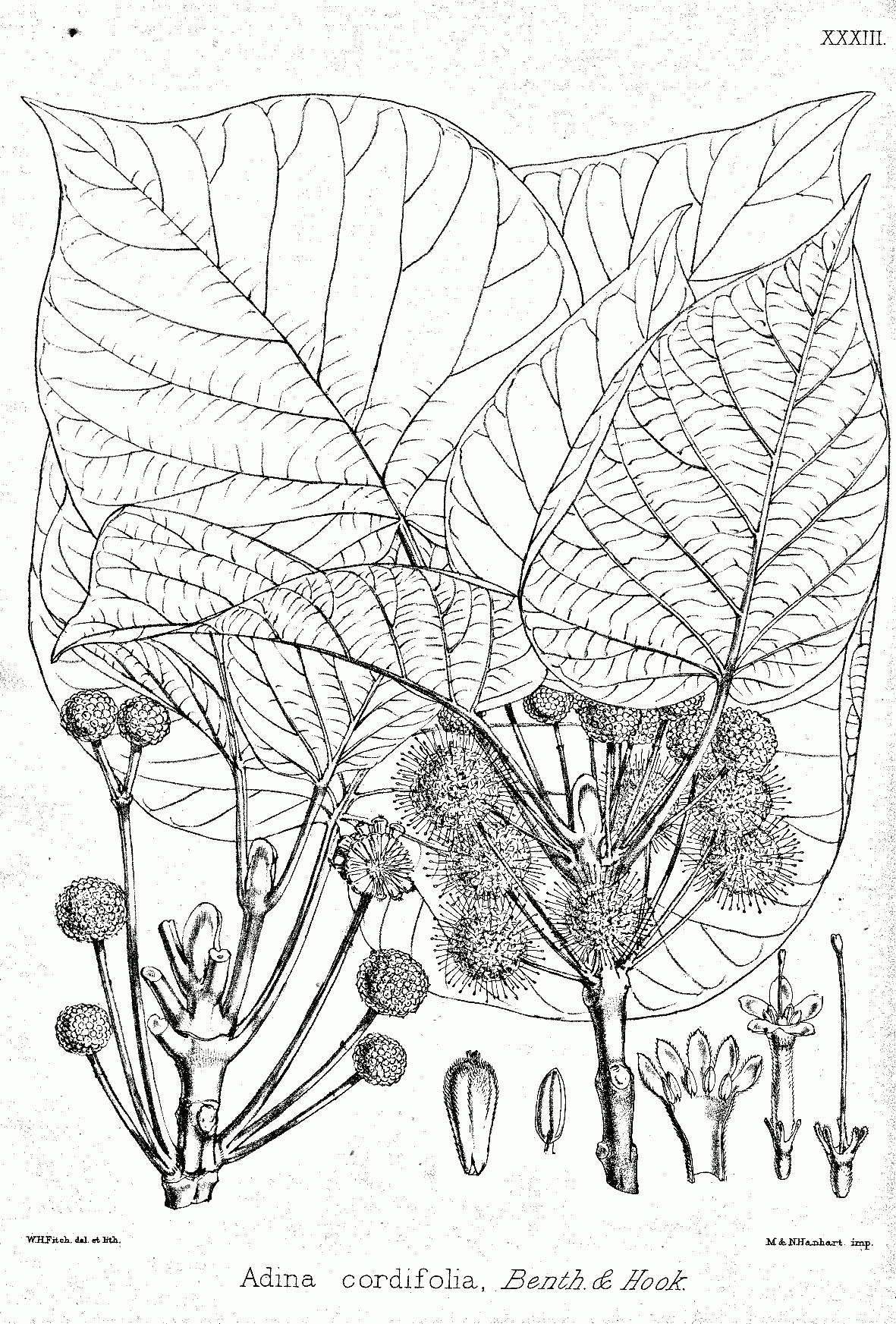
Illustration
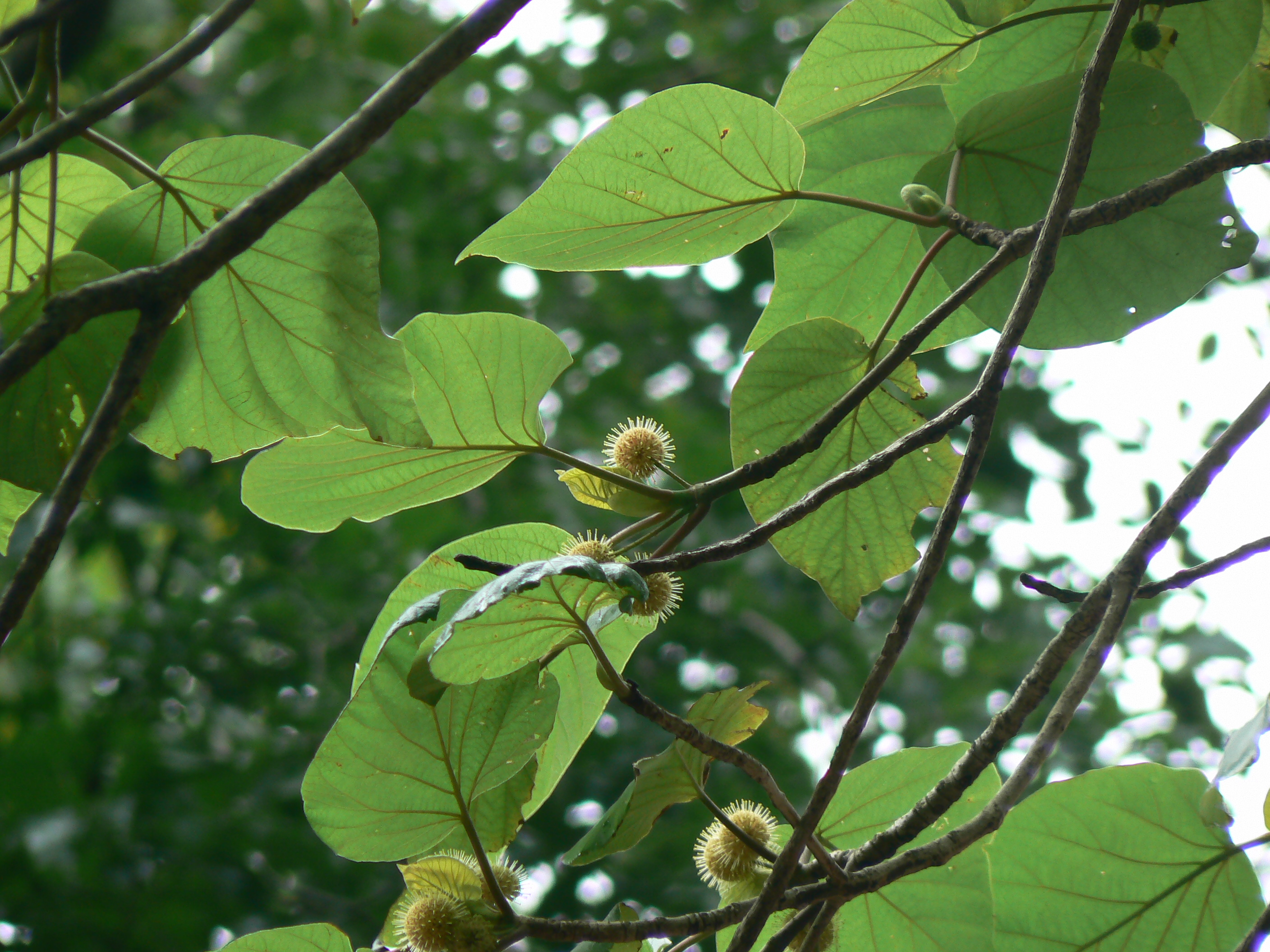
Blütenstände und Blätter

## Taxonomie
Das Basionym Nauclea cordifolia wurde 1796 in  Pl. Coromandel 1(3): 40, t. 53 von William Roxburgh erstbeschrieben. Die Umteilung in die Gattung Adina zu Adina cordifolia erfolgte 1874 im  Forest Fl. N.W. India: 263 durch Joseph Dalton Hooker und George Bentham. Weitere Synonyme sind Nauclea sterculiifolia A.Rich. ex DC. und Haldina cordifolia (Roxb.) Ridsdale, dieses wird von einigen Autoren auch als eigenständige Art angesehen.

## Verwendung
Das mittelschwere, mäßig beständige Holz wird für einige Anwendungen genutzt.